# Amegilla caelestina
Amegilla caelestina là một loài Hymenoptera trong họ Apidae. Loài này được Cockerell mô tả khoa học năm 1919.
Loài này phân bố ở Zimbabwe.